# エンツォ・フェルナンデス
エンツォ・アラン・ジダン・フェルナンデス（Enzo Alan Zidane Fernández, 1995年3月24日 - ）は、フランス・ジロンド県ボルドー出身の元サッカー選手。ポジションはミッドフィールダー。
父親は元フランス代表のジネディーヌ・ジダン。レアル・マドリードでは「エンソ」とも表記されていた。

## 経歴

### クラブ
ジネディーヌ・ジダンがFCジロンダン・ボルドー所属時に妻であるヴェロニック・フェルナンデスとの間に生まれた。
2004年にレアル・マドリードのユースに加入。2011年にはトップチームの練習に参加した。2014年にレアル・マドリードCの一員となると、11月16日のUBコンクエンセ戦で父・ジネディーヌが助監督を務めるレアル・マドリード・カスティージャに初招集され、87分より途中出場し、カスティージャデビューを果たした。2015年に正式にカスティージャに昇格、2016年にジネディーヌ率いるトップチームのプレシーズン遠征に召集、7月27日に行われた「インターナショナル・チャンピオンズ・カップ2016」のパリ・サンジェルマン戦にて後半より途中出場し、トップチームデビューを果たした。
2017年6月29日、デポルティーボ・アラベスに移籍。契約期間は3年間で、レアル・マドリードに買い戻しオプションが付く。第2節の対FCバルセロナ戦でデビューを果たしたが、成績不振により開幕4試合でルイス・ズベルディア監督が解任、新監督にジャンニ・デ・ビアージが就任すると以降は召集外が続き、構想外とされた。出場機会を求めるエンツォと冬の補強に向け選手枠を空けたいチーム事情の一致により、2017年12月30日、両者合意の上で契約解除したことが発表された。
アラベス退団と同時にスイス・スーパーリーグのFCローザンヌ・スポルト移籍が発表された。契約期間は2年6ヵ月。
2018年7月、セグンダ・ディビシオンへ昇格したCFラージョ・マハダオンダへレンタル移籍した。シーズン終了後にローザンヌに復帰したが、ローザンヌの人員削減の対象となり、2019年6月をもって契約解除した。
2019年7月15日、プリメイラ・リーガのCDアヴェスに加入した。契約期間は2年間。
2020年1月31日、セグンダ・ディビシオンのUDアルメリアへ移籍。同年10月2日、アルメリアは双方合意の下で契約解除したことを発表した。
2021年6月、リーグ・ドゥのロデーズAFと1年契約を結んだ。リーグ戦は15試合で無得点に終わり、後半15試合はベンチ入りもできなかった。
2022年7月19日、プリメーラ・ディビシオンRFEFのCFフエンラブラダへ加入した。

### 代表
フランスとスペインの二重国籍を持ちフランス代表とスペイン代表のどちらを選ぶこともできるため、その選択に大きな関心を集めている。2009年にU-15スペイン代表に招集された経験を持つ。また、2014年にU-19フランス代表からの招集に応じた。

## 人物・プレースタイル
父であるジダンと同じく攻撃的MFのポジションでプレー。ボールタッチとドリブルに優れるほかマルセイユ・ルーレットも行うなど、ホルヘ・バルダーノからは「何から何まで父親譲りだ」と評された。
エンツォという名前は、ジダンがファンであったエンツォ・フランチェスコリから取られている。
3人の弟達も同じくサッカー選手で、次男のルカはゴールキーパー、三男・テオはミッドフィールダー、四男・エリアスはレアル・マドリードの下部組織に所属している。